# Влатадес
Влатадес (на гръцки: Μονή Βλατάδων) или Чауш манастир е средновековна църква на Вселенската патриаршия в македонския град Солун, Гърция. Църквата е католикон и единствена оцеляла сграда на едноименния манастир, съществувал през византийската и османската епоха. Днес манастирът е ставропигиален. От 1988 година е част от обектите на световното наследство на Юнеско като част от Раннохристиянските и византийските паметници в Солун.

## История
Църквата е разположена в Горния град, на улица „Ептапиргио“, на стръмен терен. Манастирът е основан малко след средата на XIV век. Ктитори са братята монаси Доротей и Марк Влатис (Δωρόθεος, Μάρκος Βλατής), ученици и последователи на Григорий Палама. Манастирът е посветен на Христос Вседържител и днес храмовият му празник е Преображение Господне на 6 август. След падането на Солун в ръцете на османските турци в 1430 година, манастирът е превърнат в джамия. Скоро обаче е възстановен като християнски храм и в 1446 година със султански ферман на манастира са дадени специални привилегии. С времето манастирът се сдобива с различни собствености в града и извън него, като църквите „Света Богородица Лагудяни“, „Свети Николай Сирак“, „Свети Атанасий“.

## Архитектура
Католиконът е кръстокуполен храм с осмоъгълен тухлен купол в центъра и затворен трем на западната, северната и южната страна, завършващ с два параклиса на изток. Северният параклис, северната, западната част и малко от южната част на трема са по-късно добавки – вероятно от 1801 година. В 1907 година е добавен отворен трем на юг и малък портик на западната страна.
Във вътрешността има запазени ценни стенописи от 1360 – 1380 година, чийто стил се отличава с тържественост, сдържани емоции и елегантни движения. В храма се пазят много икони от XII до XIX век, мощи и голяма сбирка ръкописи и документи, включително имперски хрисовули, патриаршески сигилии и османски фермани.